# قائمة المواد المشكوك في صحتها
تحتوي هذه القائمة على المواد أو العناصر التي تعتبر بشكل عام غير موثوقة.
فيمكن التشكيك في سمعة مادة ما بإحدى الطرق الثلاث:
1. كان يُعتقد على نطاق واسع في وقت ما أنها كانت موجودة ولكنها لم تعد موجودة حاليا. مثل هذه المواد غالبا ما تكون جزءا من نظرية علمية عفا عليها الزمن.
2. كان يُعتقد في السابق أن لها خصائص مختلفة تمامًا عن تلك المقبولة الآن. وقد زعم على نطاق واسع أن هذه المادة تمتلك خصائص مهمة لم تعد تُنسب إليها.
3. يُعتقد حاليًا أنها موجودة كجزء من نظرية لم تستوف المتطلبات النظرية والتجريبية للعلوم السائدة. وعلى وجه الخصوص، يجب أن تكون هذه النظرية تنبؤية.

## المواد المشكوك في وجودها
| المادة                | نظرية                             | منذ متى                     | تعريف مزعوم                                                             | دحض |
| --------------------- | --------------------------------- | --------------------------- | ----------------------------------------------------------------------- | --- |
| الأثير (عنصر كلاسيكي) |                                   | العصور القديمة              | الوسط الذي يملأ الكون فوق الكرة الأرضية ويسمح بنقل الضوء والجاذبية      | النظرية الذرية |
| حصان وحيد القرن       |                                   | العصور القديمة              | قرن وحيد القرن، له خصائص علاجية غامضة                                   | لم يتم العثور عليه أبدًا |
| ألكاهست               | باراسيلسوس                        | 1493–1541                   | مذيب عالمي، يمكنه إذابة أي مادة أخرى، بما في ذلك الذهب                  | لم يتم العثور عليه أبدًا (لاحظ أن الماء الملكي يمكنه إذابة الذهب، ولكن ليس كل شيء) |
| أندروز                | توماس أندروز                      | 1871–1990                   | معدن أخضر سُمي على اسم توماس أندروز                                      | تأكيد في عام 1990 أن المادة تتكون من معادن أخرى |
| نظرية السيال الحراري  | أنطوان لافوازييه                  | 1783                        | سائل عديم الوزن، مادة الحرارة                                           | النظرية الذرية، حيث تُفسَّر الحرارة على أنها طاقة حركة الذرات |
| كورونيوم              | تشارلز أوغسطس يونغ وويليام هاركنس | 1869                        | الكيمياء عنصر في الهالة الشمسية                                         | في ثلاثينيات القرن العشرين، اكتشف والتر جروتريان وبينجت إيدلين أن الخط الطيفي المعني يرجع إلى الحديد شديد التأين |
| قوة الخلق             | هنري برجسون                       | 1907                        | مادة أو قوة تحمل خاصية الحياة                                           | علم الأحياء الجزيئي |
| إكسير الحياة          | أساطير                            | العصور القديمة              | مادة يعتقد الكيميائيون أنها تمنح الخلود                                 | لم يتم العثور عليها أبدًا |
| سموم إروتوتوكسين      | جوديث رايزمان                     | بعد عام 1955                | المواد الكيميائية المسببة للإدمان التي ينتجها الدماغ عن المواد الإباحية | المواد الأفيونية المسببة للإدمان (أي الإندورفين) في الدماغ مرتبطة بالمتعة بشكل عام، وليس فقط بالمواد الإباحية |
| الأثير المضيء         |                                   | القرن الثامن عشر            | وسط لانتشار الضوء                                                       | تجربة ميكلسون ومورلي |
| الميازما              |                                   | العصور القديمة              | رائحة كريهة يُعتقد أنها تحمل الأمراض                                     | علم الأحياء الحديث، وخاصة اكتشاف العوامل المعدية الفعلية |
| النيبوليوم            | ويليام هاغينز                     | 1864                        | عنصر في سديم عين القط                                                   | في عام 1927، أظهر إيرا سبراج بوين أن الخطوط الطيفية المرصودة تنبعث من الأكسجين المتأين بشكل مزدوج |
| أشعة-N                | بروسبر-رينيه بلوندلوت             | 1903                        | شكل من أشكال الإشعاع تُصدرها معظم المواد                                 | تجربة صفرية بسيطة، حيث اعتقد بلوندلوت أنه يمكنه رؤية تأثيرات أشعة N حتى عندما تمت إزالة مكون أساسي من الجهاز التجريبي |
| قوة أوديك             | كارل رايشنباخ                     | 1845                        | قوة تحمل خاصية الحياة                                                   | عدم وجود أدلة تجريبية وأي نظرية تنبؤية؛ لم يقبلها العلم أبدًا |
| طاقة أورغون           | فيلهلم رايش                       | ثلاثينيات القرن العشرين     | طاقة تحمل خاصية الحياة                                                  | عدم وجود أدلة تجريبية وأي نظرية تنبؤية؛ لم يقبلها العلم قط |
| بانسيا                | الخيميائيون                       | العصور القديمة              | مادة تشفي كل الأمراض                                                    | علم الأحياء الحديث والطب الحديث |
| حجر الفلاسفة          | الخيميائيون                       | العصور القديمة              | مادة أسطورية يمكنها تحويل الرصاص إلى معادن ثمينة                        | يتطلب التحويل عمليات نووية. أجرى الفيزيائي الياباني هانتارو ناجاوكا أول عملية تخليق الذهب في عام 1924، حيث قام بتخليق الذهب عن طريق قصف الزئبق بالنيوترونات. |
| فلوجيستون             | يوهان يواكيم بيشر                 | 1667                        | مادة عديمة الوزن موجودة في المواد القابلة للاشتعال وتنطلق عند احتراقها  | الكيمياء الحديثة، وتحديدًا اكتشاف أن الاحتراق هو اتحاد مواد مختلفة مع مؤكسدات، وأكثرها شيوعًا الأكسجين |
| مياه مبلمرة           |                                   | أواخر ستينيات القرن العشرين | شكل من أشكال البلمرة للمياه                                             | أظهرت التجارب الأكثر دقة على الأواني الزجاجية التي تم تنظيفها بدقة أنها مجرد مياه ملوثة |
| البتومين              |                                   |                             | قلويدات موجودة في مادة متحللة يُعتقد أنها تسبب التسمم الغذائي            | اكتشاف البكتيريا (نظرية جرثومية المرض) |
| الزئبق الأحمر         | خدعة                              | 1979                        | مادة مثيرة للجدل يُفترض أنها تستخدم من قبل الإرهابيين                    | طبيعتها الفعلية، إن وجدت، غير واضحة. ربما تم اختراع الفكرة لاستخدامها من قبل السوفييتي والروسية في عمليات الخطف التي تستهدف الاتجار بالمواد النووية. من المحتمل أيضًا أن تكون العبارة قد نشأت ككلمة رمزية في تطوير الأسلحة النووية السوفييتية، تمامًا كما استخدمت كلمة "النحاس" ذات يوم لإخفاء "البلوتونيوم" أثناء مشروع مانهاتن. |

## المواد التي تم التشكيك في خواصها
لا ينبغي تفسير هذا على أنه يعني ضمناً أن هذه العناصر – as they are understood today–قد فقدت مصداقيتها. ما تم إدراجه هو النار والماء والمعادن وما إلى ذلك كمبادئ أو أساسيات عالمية.
- العناصر الكلاسيكية والعناصر الصينية التي فقدت مصداقيتها بسبب النظرية الذرية والفيزياء النووية.
  - النار (عنصر كلاسيكي)
  - الماء (العنصر الكلاسيكي)
  - الأرض (العنصر الكلاسيكي)
  - الهواء (العنصر الكلاسيكي)
  - الخشب (عنصر كلاسيكي)
  - المعدن (العنصر الكلاسيكي)
  - الأثير (عنصر كلاسيكي) : من المعروف الآن أنه غير موجود (انظر أعلاه)
- الأخلاط الأربعة : الدم، والبلغم، والصفراء، والسوداء. السوائل التي يُعتقد أنها تحدد الصحة والشخصية. تم التشكيك فيها من قبل علم الأحياء الحديث، بما في ذلك اكتشاف الهرمونات.
- الثلاثية الأولى لباراسيلسوس والكيمياء اللاحقة: الملح والزئبق والكبريت. فقدت مصداقيتها بسبب الكيمياء الحديثة (النظرية الذرية والفهم الحديث للعناصر والمركبات).